# Oakland (Nebraska)
Oakland es una ciudad ubicada en el condado de Burt en el estado estadounidense de Nebraska. En el Censo de 2010 tenía una población de 1244 habitantes y una densidad poblacional de 517,02 personas por km².

## Geografía
Según la Oficina del Censo de los Estados Unidos, Oakland tiene una superficie total de 2.41 km², de la cual 2.4 km² corresponden a tierra firme y (0.11%) 0 km² es agua.

## Demografía
Según el censo de 2010, había 1244 personas residiendo en Oakland. La densidad de población era de 517,02 hab./km². De los 1244 habitantes, Oakland estaba compuesto por el 95.98% blancos, el 0.48% eran afroamericanos, el 1.29% eran amerindios, el 0.88% eran asiáticos, el 0% eran isleños del Pacífico, el 0% eran de otras razas y el 1.37% pertenecían a dos o más razas. Del total de la población el 0.64% eran hispanos o latinos de cualquier raza.